# Церковський
Церко́вський (болг. Церковски) — село в Бургаській області Болгарії. Входить до складу общини Карнобат.

## Населення
За даними перепису населення 2011 року у селі проживали 182 особи.
Національний склад населення села:
| Національність   | Кількість осіб | Відсоток |
| ---------------- | -------------- | -------- |
| болгари          | 169            | 92,9%    |
| цигани           | 6              | 3,3%     |
| турки            | 4              | 2,2%     |
| інша             | 3              | 1,6%     |
| не визначились   | 0              | 0%       |
| Всього відповіли | 182            |          |

Розподіл населення за віком у 2011 році:
Динаміка населення: